# Ешмире
Ешмире (фр. Echemiré) насеље је и општина у западној Француској у региону Лоара, у департману Мен и Лоара која припада префектури Сомир.
По подацима из 2011. године у општини је живело 593 становника, а густина насељености је износила 34,92 становника/km². Општина се простире на површини од 16,98 km². Налази се на средњој надморској висини од 63 метара (максималној 101 m, а минималној 33 m).

## Демографија
| 1962. | 1968. | 1975. | 1982. | 1990. | 1999. | 2011. |
| ----- | ----- | ----- | ----- | ----- | ----- | ----- |
| 479   | 530   | 466   | 462   | 491   | 466   | 593   |

График промене броја становника у току последњих година